# Manulea tomentosa
Manulea tomentosa là một loài thực vật có hoa trong họ Huyền sâm. Loài này được (L.) Murray mô tả khoa học đầu tiên.